# Наука і суспільство
«Нау́ка і суспі́льство» — щомісячний науково-популярний і літературно-художній ілюстрований журнал. Найдавніший науково-популярний часопис України.

## Історія
Заснований у серпні 1923 року. На початку мав назву «Знаття», з 1924 «Знання», з 1951 до 1965 — «Наука і життя». У складі редколегії були Д. І. Багалій, професори О. І. Білецький, К. Г. Воблий, О. О. Потебня, письменники Остап Вишня, Григорій Косинка, Володимир Сосюра, Павло Тичина тощо.
У 1970—1980-х роках тираж видання наближався до 100 тисяч примірників.
У 1980—1990-х активно відстежував суспільно-політичні тенденції та описував злободенні суспільно-наукові проблеми.
З часописом співпрацювали академіки НАН України О. С. Онищенко, В. П. Кухар, К. М. Ситник, Ю. М. Пахомов, доктори наук К. І. Чурюмов, Е. А. Пашицький, В. І. Кушерець, В. В. Поліщук, кандидати наук В. В. Сиротенко, В. Г. Балушок, О. А. Адаменко і багато інших.
Видання виходить під крилом Товариство «Знання» України (раніше — Тов-во «Знання» УРСР).